# Andrés Francisco Llobet
Andrés Francisco Llobet fue un controvertido médico argentino del fines del siglo XIX y comienzos del XX, especializado en neurocirugía. Fue el introductor de la primera máquina de rayos X a su país.

## Biografía
Andrés Francisco Llobet López nació en San Nicolás de los Arroyos, provincia de Buenos Aires, el 9 de marzo de 1861, hijo de Andrés Llobet y de Manuela López.
Cursó sus estudios preparatorios en el Colegio del Salvador de la ciudad de Buenos Aires y en el Colegio Nacional de Rosario, provincia de Santa Fe.
En 1879 ingresó a la Facultad de Medicina de la Universidad de Buenos Aires, donde tuvo de maestros a los destacados doctores Ignacio Pirovano y Mauricio González Catán.
En segundo año de la carrera ganó un concurso con un trabajo titulado La preparación anatómica del aparato de la audición y el siguiente año obtuvo el segundo puesto en un concurso similar.
En julio de ese mismo año pronunció una conferencia sobre La anatomía y fisiología del cerebro.
Durante sus estudios fue también ayudante de Pirovano y jefe de trabajos prácticos de Histología y de Anatomía Patológica. En 1882 se incorporó como practicante en el equipo del doctor Enrique Revilla en el Hospital San Roque, actual Hospital José María Ramos Mejía.
Se graduó en 1885 con una tesis titulada Localizaciones cerebrales, que el doctor Pedro Mallo consideró por su valor científico un ejemplo para los especialistas y un honor para la facultad y que mereció elogios del especialista francés Jules Simon, del hospital Enfants-Malades de París.
Sin embargo, investigaciones posteriores postulan que su tesis fue plagiada en 1884 de la Memoria que reflejaba los experimentos efectuados por el médico Alberto Alberti, también de San Nicolás, durante ocho meses en un cerebro humano consciente y expuesto, resultando en el primer mapeo con electricidad en el mundo.
En 1886 quedó a cargo del consultorio quirúrgico del San Roque, presentó una monografía a la Asistencia Pública titulada Tratamiento del Hidrocele y dictó en la Facultad de Medicina el curso de Histología.
Fue uno de los fundadores del Hospital Rawson. El 23 de mayo de 1887 el doctor José María Ramos Mejía autorizó la creación de la Sala de Cirugía en ese nosocomio designándolo jefe de la misma.
En 1889 viajó a Europa para perfeccionar sus conocimientos en Londres, París, Viena y Berlín y, por encargo del intendente Francisco Seeber, adquirir instrumental médico.
A su regreso en 1890 reasumió su cargo en la sala de cirugía del Rawson y en octubre de 1891 se convirtió en el primer cirujano en operar con éxito un quiste hidatídico cerebral. Realizó también una de las primeras colecistectomías, implantó en Buenos Aires la técnica de Halsted para cáncer del seno.
En 1893 fundó la primera clínica particular del país en un amplio edificio de la calle Belgrano.
El mismo año del descubrimiento de Wilhelm Röntgen (1895) hizo traer de París el primer aparato de rayos, con el que experimentó en su propio domicilio (el primero de ellos radiografiando la
mano de su hija) haciendo partícipes del mismo a los principales médicos de la ciudad.
No dejó de lado la actividad académica y en 1896 sucedió a Pirovano en la cátedra de Clínica Quirúrgica, en 1897 fue nombrado profesor suplente de Histología en la Facultad de Medicina, posteriormente fue profesor libre de Clínica Quirúrgica y dictó un curso en el San Roque.
En 1897 publicó en francés Onze années de pratique chirurgicale, primer libro de cirugía argentino, con prólogo del cirujano francés Louis Léopold Ollier (1830-1900), considerado el creador de la cirugía ortopédica moderna.
En 1899 se incorporó al consultorio gratuito del diario La Prensa.
Tuvo el proyecto de crear una Liga Nacional de Educación Física para la educación gimnástica de la niñez.
En 1900 se mudó a una quinta en Ministro Rivadavia, que alquilaba a Francisco Burzaco. Allí fundó de su peculio el Colegio San Andrés, que confió a las Hermanas de la Misericordia.
En 1902 fue nombrado intendente del partido de Almirante Brown, donde vivía. Preparó en el marco de los festejos del 9 de julio la "Fiesta del Árbol". Costumbre de la época, se plantaron 2800 álamos carolina a 10 m de distancia uno de otro a lo largo de un camino de 25m de ancho en una extensión de 70 cuadras, el que sería luego conocido como Boulevard Belgrano.
Su carrera política quedó sin embargo prontamente trunca ya que comenzó a padecer problemas neurológicos que lo privaron del habla y gradualmente del movimiento. En 1906 viajó a París donde Henri Béclere le diagnosticó que el problema, ubicado en el lóbulo temporal izquierdo, era a esa altura del desarrollo ya inextirpable.
En París hizo publicar un último ensayo acerca del tratamiento del carbunclo por el yodo, que fue aceptado por la Academia de Ciencias de París.
De regreso a su país, falleció en Buenos Aires el 12 de agosto de 1907.
Estaba casado con María Luisa Cullén, nieta del gobernador Domingo Cullen.
El 24 de septiembre de 1916, por iniciativa de Luis Agote y costeado por suscripción pública, se inauguró en el Hospital Rawson un monumento a su figura.